# Krista-Sigrid Lau
Krista-Sigrid Lau (* 16. November 1917 in Ebersbach; † 27. Dezember 1969 in Berlin) war eine deutsche Schauspielerin.

## Leben
Krista-Sigrid Lau (auch Krista Siegrid Lau, Krista Sigrid Lau, Krista-Siegrid Lau und Christa Lau) ist in einem Internat für Waisenkinder aufgewachsen. Auf Empfehlung ihrer Betreuer und Lehrer erlernte sie selbst den Beruf einer Kindergärtnerin und Hortnerin und machte 1936 ihr Staatsexamen. Nach mehreren Anstellungen als Erzieherin in sogenannten besseren Häusern, die nicht konfliktlos verliefen, fand sie eine Beschäftigung bei einem Onkel in Schwerin, der eine billige Gesellschafterin für seine Frau suchte, ihr aber gestattete Schauspielunterricht zu nehmen. Um ihre Unabhängigkeit zu erreichen, suchte sie sich eine Arbeit als Arztsekretärin um von den dort verdienten 70 Mark, 40 Mark für ihr Studium zu verwenden. Nach einer weiteren Anstellung als Arztsekretärin in Dresden, begann sie hier 1940 als Schauspielsoubrette ihre künstlerische Laufbahn.
Über verschiedene Stationen kam Krista-Sigrid Lau 1945 in die weitestgehend zerstörte Stadt zurück und wirkte dort im Komödienhaus. 1948/49 arbeitete sie am Meininger Landestheater, wo sie auch ihren späteren Mann Georg Leopold kennenlernte.  Ihre nächsten Stationen waren das Gerhart-Hauptmann-Theater Görlitz, die Städtischen Bühnen Erfurt und das  Mecklenburgische Staatstheater Schwerin. Von 1961 bis 1969 hatte sie ein Engagement am Berliner Theater der Freundschaft. Gelegentlich führte sie auch Regie, arbeitete als Dramaturgin und betätigt sich schriftstellerisch, so schrieb sie die literarischen Vorlagen für die Fernsehfilme Jenny Marx und Mir zum Gericht über die bedeutende Dichterin Annette von Droste-Hülshoff. Seit Ende der 50er Jahre übernahm sie zudem etliche Film- und Fernsehrollen.
Der 1942 geborene Sohn Kristof Mathias Lau arbeitet ebenfalls als Schauspieler und Synchronsprecher. Mit ihrem Ehemann Georg Leopold hat sie zwei Kinder.

## Filmografie
- 1959: Liebe, Lords und Lohengrin (Fernsehaufzeichnung)
- 1960: Licht unter der Tür (Kriminalfernsehspiel)
- 1961: Weiberzwist und Liebeslist (Fernsehkomödie)
- 1961: Und am Himmel Christbäume (Fernsehaufzeichnung)
- 1962: Probezeit (Fernsehspiel)
- 1961: Vielgeliebtes Sternchen (Fernsehfilm)
- 1964: Egon und das achte Weltwunder (Fernsehfilm)
- 1965: Entlassen auf Bewährung
- 1967: Ein Lord am Alexanderplatz
- 1970: Effi Briest (Fernsehfilm)
- 1968: Mein Vater Eddie (Fernsehspiel)

### Synchronrollen (Auswahl)
- 1961: Die kleine Vorführdame – Viera Bálinthová als Schulleiterin

## Theater

### Regie
- 1953: Krysztof Gruszcynski: Der Zug nach Marseille – Regie mit Georg Leopold (Gerhart-Hauptmann-Theater Görlitz)

### Schauspieler
Städtische Bühnen Erfurt
- 1955: Friedrich Gentz: Liebe ist nicht immer blind (Virginie) – Regie: Eugen Schaub
- 1955: Jean Baptist Molière: Der eingebildete Kranke (Beliné) – Regie: Horst Bonnet
- 1955: Friedrich Schiller: Wallenstein (Herzogin von Friedland) – Regie: Eugen Schaub
- 1956: Bertolt Brecht: Der Kaukasische Kreidekreis (Gouverneursfrau) – Regie: Eugen Schaub
- 1956: William Shakespeare: Hamlet (Gertrude, Königin von Dänemark und Hamlets Mutter) – Regie: Eugen Schaub
- 1956: Friedrich Schiller: Maria Stuart (Maria Stuart) – Regie: Eugen Schaub
- 1956: Hedda Zinner: Lützower (Wirtin) – Regie: Georg Leopold
- 1956: Nordahl Grieg: Die Niederlage (Elise, Frau des Präsidenten) – Regie: Georg Leopold
- 1957: William Shakespeare: König Lear (Goneril, Lears Tochter) – Regie: Eugen Schaub
- 1957: Boris S. Romaschow: Die feurige Brücke (Xenia Michailowna, Schauspielerin) – Regie: Eugen Schaub
- 1958: Frances Goodrich / Albert Hackett: Das Tagebuch der Anne Frank (Edith Frank) – Regie: Arno Wolf
- 1958: Bertolt Brecht: Schweyk im Zweiten Weltkrieg (Wirtin) – Regie: Eugen Schaub
- 1959: William Shakespeare: Julius Cäsar (Calpurnia, Gemahlin Cäsars) – Regie: Eugen Schaub
- 1959: Hedda Zinner: Auf jeden Fall verdächtig (Maria Pieper) – Regie: Eugen Schaub (Uraufführung)

Theater der Freundschaft
- 1961: Irina Karnauchowa / Leonid Braussewitsch: Die feuerrote Blume (Amme) – Regie: Kurt Rabe
- 1962: Günter Görlich: Die Ehrgeizigen (Mutter Gerken) – Regie: Kurt Rabe
- 1962: Jewgeni Schwarz: Die Schneekönigin – Regie: Kurt Rabe
- 1962: Tatjana Sytina: Erste Begegnung (Hundefriseurin) – Regie: Kurt Rabe
- 1962: Hanuš Burger / Stefan Heym: Tom Sawyers großes Abenteuer – Regie: Hanuš Burger
- 1963: Jewgeni Schwarz: Rotkäppchen – Regie: Kurt Rabe
- 1963: Hans-Albert Pederzani: Unser kleiner Trompeter (2. Frau) – Regie: Rainer R. Lange
- 1964: Rainer R. Lange: Tatort Lehrerzimmer (Frau Burzloff) – Regie: Kurt Rabe
- 1965: Molière: Die Gaunerstreiche des Scapin – Regie: Hanuš Burger
- 1965: Jewgeni Schwarz: Die verzauberten Brüder – Regie: Kurt Rabe
- 1965: Juri Sotnik: Ein schrecklicher Tag (Wanjas Großmutter) – Regie: Kurt Rabe
- 1968: Claus Hammel: Morgen kommt der Schornsteinfeger – Regie: Horst Hawemann
- 1969: Heinz Kahlau: Musterschüler – Regie: Horst Hawemann